# Huami
Anhui Huami Information Technology Co., Ltd (NYSE : HMI, abréviation de Huami Technology, anglais : Huami Corporation), est une entreprise de la chaîne Xiaomi qui se concentre sur le domaine des vêtements intelligents, ses produits comprennent principalement des bracelets intelligents et des balances intelligentes de marque Xiaomi, sa propre marque Mi Amazfit comprend une série de montres et bracelets intelligents, etc.
Fondée en décembre 2013, la société a reçu un investissement de série A de la part de Xiaomi Technology et de Shunwei Capital en janvier 2014 et un investissement de série B de 35 millions de dollars américains de la part de Banyan Tree Capital, Sequoia Capital et Morningside Venture Capital début 2015. Le 8 février 2018, la société a été cotée à la Bourse de New York aux États-Unis sous le symbole ticker HMI, la première société de la province de l'Anhui à être cotée aux États-Unis.
En 2017, la société a réalisé un chiffre d'affaires de 2 048,9 millions de RMB, soit une augmentation de 31,6 % en glissement annuel, et un bénéfice net de 167,1 millions de RMB, soit une augmentation de 597,8 % en glissement annuel. 